# Team Bonitas
El Team Bonitas (código UCI: BNT), fue un equipo sudafricano de categoría Continental. Principalmente participaba en carreras del UCI Africa Tour (convirtiéndose en uno de los mejores equipos de África); además, en el 2012 hizo incursiones en el UCI Europe Tour, incluso en carreras de categoría .1. Se disolvió el equipo a finales de la temporada 2012 al fusionarse con la estructura del equipo francés La Pomme Marseille.

## Historia del equipo

### Del equipo amateur al profesional
Se creó en 2008 como amateur con el nombre de Team Medscheme. En 2011 la compañía de atención médica Bonitas decidió patrocinar al equipo dando el salto al profesionalismo. En ese primer año quedaron terceros del UCI Africa Tour 2010-2011 donde además consiguieron una victoria de etapa por parte de Johann Rabie en la Vuelta a Marruecos. Debido al ser un equipo africano y mantener el bloque de corredores con el que consiguieron dicho puesto fueron premiados con la invitación automática a todas las carreras del UCI Africa Tour para la siguiente temporada.

### Salto a carreras europeas
En 2012 dieron un salto a carreras de más nivel, aunque manteniendo el bloque de corredores sudafricanos, de hecho todos los corredores siguieron yendo de dicho país. Así debutaron en el UCI Europe Tour primero en la Vuelta al Alentejo y posteriormente en carreras de categoría superior como Klasika Primavera y Vuelta a Castilla y León entre otras.

### Integración en el La Pomme Marseille
Debido a los intereses comerciales de Bonitas y al interés del equipo La Pomme Marseille en buscar nuevos talentos por todo el mundo en principio se anunció una fusión de los dos equipos. Sin embargo, realmente solo se incorporó del Team Bonitas a la Pomme Marseille Jason Bakke desapareciendo el resto de la estructura sudafricana. Por su parte La Pomme Marseille aumentó su plantilla en 5 corredores aunque no subió de categoría (se mantuvo en la categoría Continental).

## Sede
Su sede está en el barrio de Fairland en Johannesburgo (PO Box 731 546, 2170).

## Clasificaciones UCI
A partir de 2005 la UCI instauró los Circuitos Continentales UCI, donde el equipo está desde que se creó en 2012, registrado dentro del UCI Africa Tour. Estando únicamente en las clasificaciones del UCI Africa Tour Ranking. Las clasificaciones del equipo y de su ciclista más destacado son las siguientes:
| Temporada               | Clasificación por equipos | Mejor corredor en la clasificación individual | Posición |
| 2010-2011 (Asia Tour)   | 33.º                      | Tyler Day                                     | 75.º     |
| 2010-2011 (Africa Tour) | 3.º                       | Johann Rabie                                  | 9.º      |
| 2011-2012 (Africa Tour) | 13.º                      | Johann Rabie                                  | 61.º     |
| 2011-2012 (Europe Tour) | 120°                      | Darren Lill                                   | 1067º    |

## Palmarés destacado
Para el palmarés completo, véase Palmarés del Team Bonitas

## Principales ciclistas
Para las plantillas del equipo, véase Plantillas del Team Bonitas
- Tyler Day (2011-2012)
- Malcolm Lange (2011)
- Darren Lill (2011-2012)
- Johan Rabbie (2011-2012)